# Central Trains

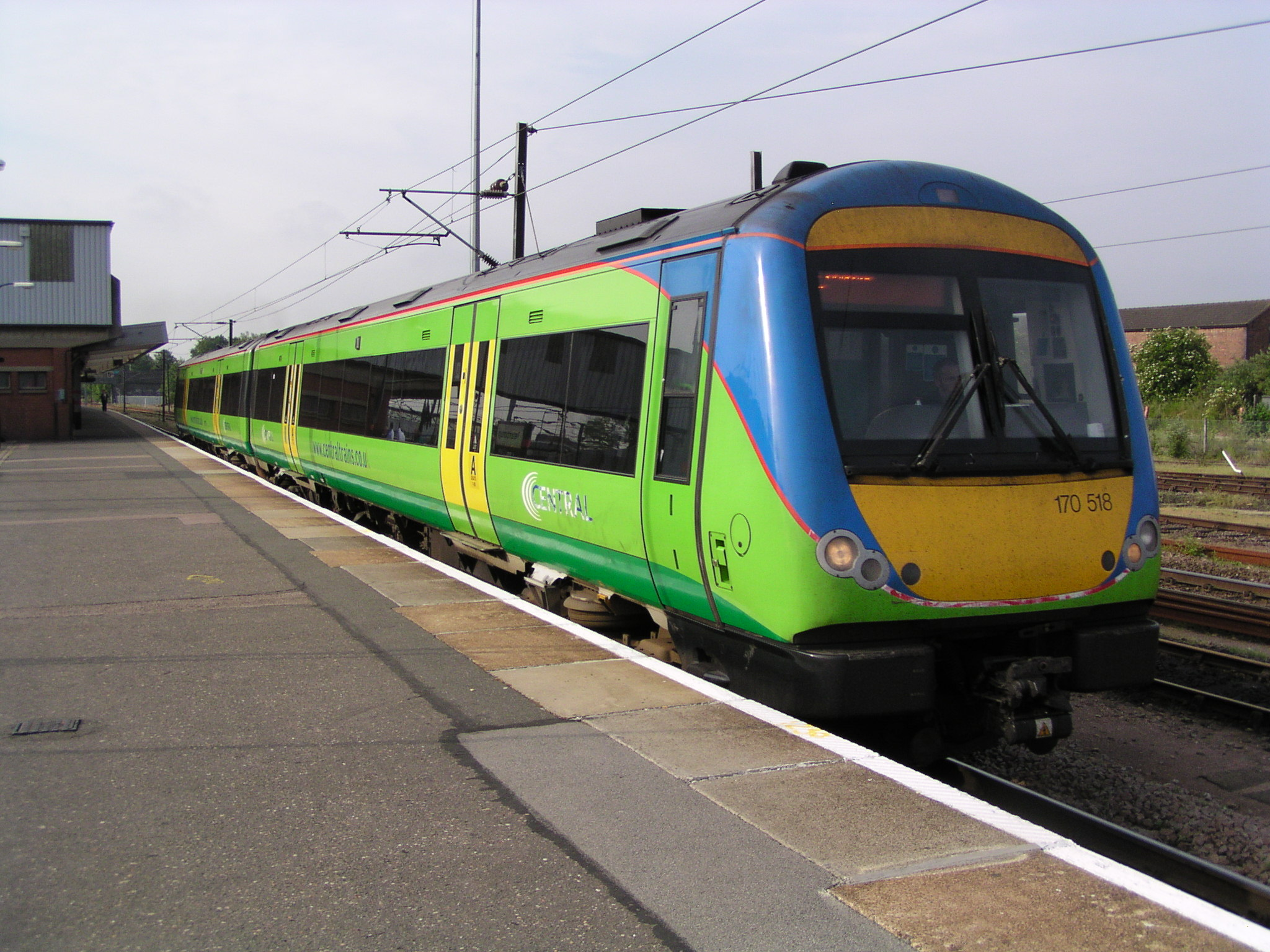
Turbostar (Class 170) van Central Trains

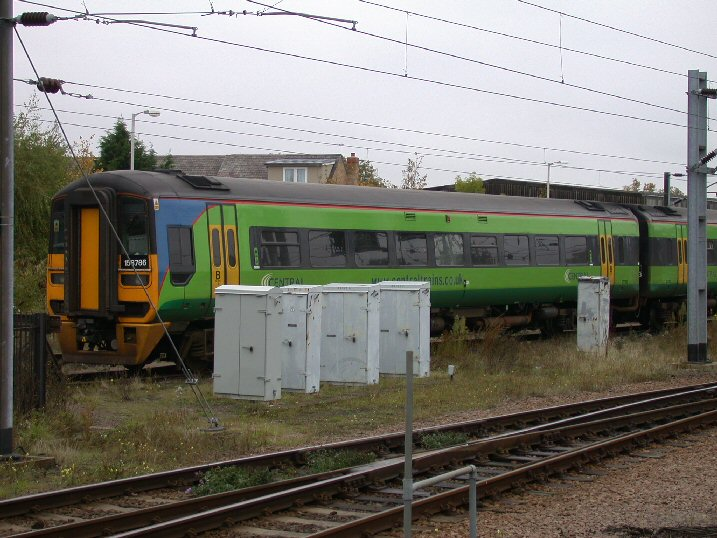
Dieseltreinstel (class 158) van Central Trains

Central Trains Ltd is een Britse spoorwegonderneming. Het bedrijf exploiteert regionale treinen in het midden van Engeland met Birmingham als centraal knooppunt. Sinds maart 1997 is de National Express Group de houder van de 'Central Trains'-concessie. 
Op 19 oktober 2004 maakte de Britse staatssecretaris van Verkeer, Alistair Darling, bekend dat deze concessie in 2006 wordt opgeheven en dat de Central Trains-treindiensten worden toegevoegd aan de omliggende concessiegebieden (Silverlink, Chiltern Trains, Virgin CrossCountry, Midland Mainline en Northern Rail).